# Jean de Naeyer
Jean Ghislain de Naeyer, né le 25 mai 1808 et mort le 24 décembre 1875, est un avocat et homme politique belge.

## Mandats et fonctions
- Membre du Conseil provincial de Flandre-Orientale : 1838-1843
- Membre de la Chambre des représentants de Belgique : 1843-1847, 1852-1874
- Vice-président de la Chambre des représentants de Belgique  : 1855-1857, 1870-1871
- Président de la commission des budgets : 1856-1857

## Sources
- "Le parlement belge", p. 194.
- E. De Ridder-De Sadeleer en M. Cordemans, "Verkiezingen en verkozenen in het arrondissement Aalst", 1831-1878, Gent, 1968, 116-120.
- R. De Vuldere, "Biografisch repertorium der Belgische parlementairen, senatoren en volksvertegenwoordigers, 1830-1965." Onuitgegeven licentiaatsverhandeling, Rijksuniversiteit Gent, 1965, dl. VII, p. 2848.

- Ressource relative à plusieurs domaines :   - ODIS